# Leptolalax fritinniens
Espèce
Leptolalax fritinniens est une espèce d'amphibiens de la famille des Megophryidae.

## Répartition
Cette espèce est endémique de Bornéo. Elle se rencontre :
- en Malaisie orientale au Sabah et dans le parc national du Gunung Mulu au Sarawak ;
- à Brunei.

## Publication originale
- Dehling & Matsui, 2013 : A new species of Leptolalax (Anura: Megophryidae) from Gunung Mulu National Park, Sarawak, East Malaysia (Borneo). Zootaxa, no 3670, p. 33-44.